# Vulkanisering
Vulkanisering (af vulcanus, med hentydning til, at der bruges varme, tryk og svovl) er en proces, hvorved gummis elastiske egenskaber bliver genoprettet, forbedret eller forøget under høje temperaturer. Processen har navn efter den romerske ildgud Vulkan.
Processen blev patenteret i 1843 af den britiske opfinder Thomas Hancock.